# Trichorhina sicula
Trichorhina sicula là một loài chân đều trong họ Platyarthridae. Loài này được Vandel miêu tả khoa học năm 1969.